# Wilhelmshöhe (Schonach)
Die Wilhelmshöhe ist ein Gebirgspass mit 975,1 m ü. NHN Passhöhe im Schwarzwald. Sie liegt zwischen Schonach im Schwarzwald und Oberprechtal im Tal der Elz im baden-württembergischen Schwarzwald-Baar-Kreis. Hinüber führt die Landesstraße 109.

## Geographie

### Lage
Die Wilhelmshöhe liegt im Naturpark Südschwarzwald zwischen Schonach im Schwarzwald im östlichen Tal des Gutach-Zuflusses Schonach und dem Elzacher Ortsteil Oberprechtal im westlichen Tal der Elz. Etwa 200 m nördlich des Passes befindet sich der Gipfel der Erhebung Wilhelmshöhe (995,1 m), und 3,8 km südwestlich erhebt sich der Rohrhardsberg (1153,2 m).

### Passhöhe
Direkt am Gebirgspass steht ein Straßenschild mit der Aufschrift: „Meereshöhe 974 m“. In Kartendiensten des Bundesamtes für Naturschutz (BfN) ist als Passhöhe „975,1“ vorzufinden.

## Infrastruktur und Wandern
Anfang 1945 soll auf der Wilhelmshöhe eine fahrbare Rundfunksendeanlage der Deutschen Reichspost zur Verbreitung französischsprachiger Propaganda gestanden haben.
Über den Gebirgspass führt die Obertalstraße als Abschnitt der Landesstraße 109, die Schonach im Schwarzwald mit Oberprechtal verbindet. Hinüber verlaufen auch der Europäische Fernwanderweg E1 und der Westweg (zwischen 7. und 8. Etappe); von Wanderern wird der Pass als „Nachtlager“ genutzt.
Auf dem Pass gibt es das Gasthaus Wilhelmshöhe und eine Bushaltestelle.

## Sonstiges
Der Pass war in den letzten Jahren Teil der mittleren Strecke des Schwarzwald Ultra Radmarathons.